# Баал-Хадад
Баа́л-Хада́д, також відомий як Ішку́р, Ріммо́н, Баа́л-Цефо́н чи просто Баа́л. В ханаанській міфології бог грому і бурі, а також владика землі і родючості (у цій якості виступає як божество, що умертвляє і воскресає). Розглядається як одне з імен Баала. Багаторазово згадані у Старому Завіті, зокрема в іменах сирійських царів: Бар-Хадад, Хадад-Езер.
Баал-Хадад - син Еля; в угаритських текстах обидва вони часто асоціюються з биком як символом сили та родючості. Існує також трактування, за яким Хадад — це епітет бога Балу (Баала), а його батько — не Ілу (Ель), а його брат Дагану.